# Sorcellerie
Cet article possède un paronyme, voir sourcellerie.
 (janvier 2015).

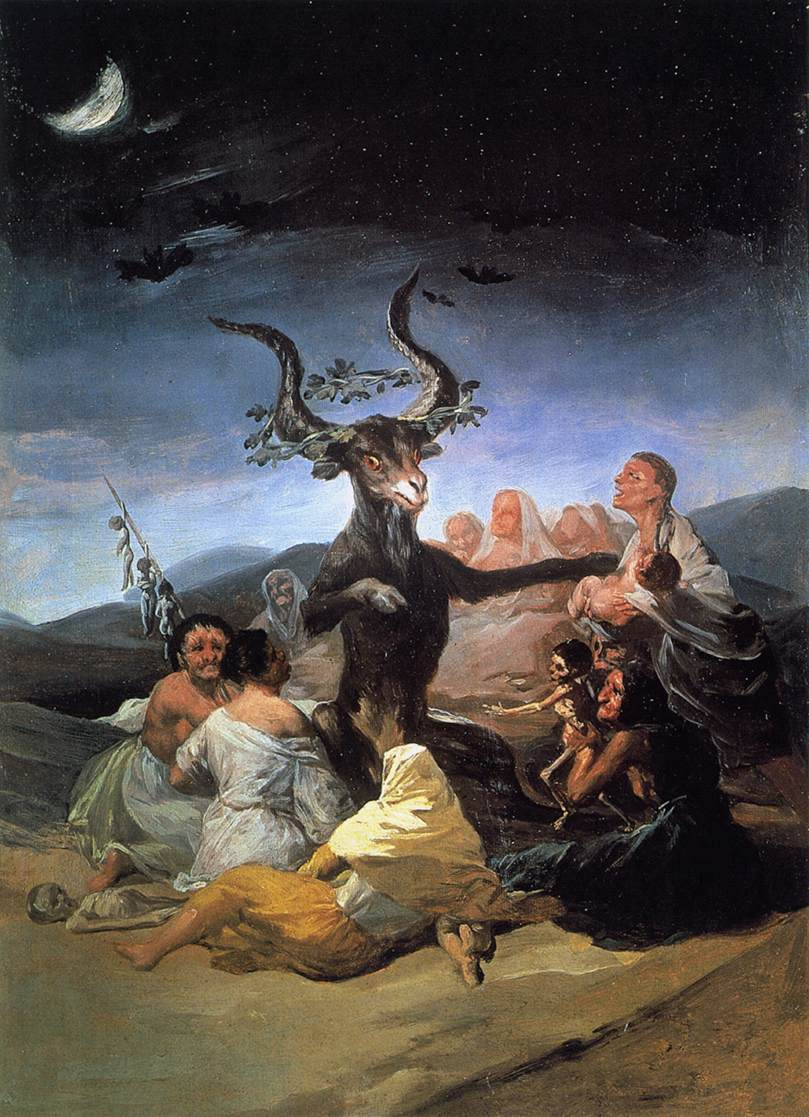
Le sabbat des sorcières. Goya, 1797-1798;Musée Làzaro Galdiano, Madrid.

La sorcellerie désigne à proprement parler l'art d'interroger le sort (hasard, destin), et par extension d'en modifier le cours.
Le mot désigne plus généralement la pratique d'une certaine forme de magie, dans laquelle le sorcier travaille avec des forces surnaturelles, des entités maléfiques ou non, et parfois aussi des forces naturelles connues comme celles des plantes, des cycles lunaires, des ondes, des suggestions. Selon les lieux et les époques, la sorcellerie fut considérée avec des degrés variables de faveur ou d'hostilité, parfois avec ambivalence. Dans la Grèce antique et à Rome, la divination était une pratique admise, liée à certains sanctuaires et à la prise officielle de décisions. Les religions du livre condamnent toute forme de divination et de magie.
La sorcellerie est un terme controversé et son histoire est complexe. Selon le contexte et le milieu culturel dans lequel ce mot est employé, il désigne des idées différentes, voire opposées. Chaque société possède ses propres conceptions en matière de tradition, de croyance, de religion, de rites, de rapport à l'au-delà et à la mort et d'esprits bons ou mauvais ; il est parfois impossible de trouver un équivalent d'une culture à l'autre.
Ce terme est également employé de façon péjorative en référence à la pratique de la magie. La sorcellerie est alors, dans cette acception, l'accusation portée à l'encontre de ceux qui utilisent des moyens surnaturels pour un usage réprouvé par une majorité de la société. Les croyances en ce type de praticiens de la magie se sont rencontrées dans la plupart des sociétés humaines. De telles accusations ont parfois mené à des chasses aux sorcières. Dans d'autres sociétés comme actuellement en Sibérie du sud, les chamans ou les griots étaient non seulement bien acceptés en tant que praticiens des rituels traditionnels et d'intercesseurs avec les forces et les énergies de l'invisible, mais respectés, parfois craints, et souvent placés en positions socialement dominantes.
Pour les religions monothéistes (principalement le judaïsme, le christianisme et l'islam), la sorcellerie fut souvent condamnée et considérée comme une hérésie. La notion de sorcellerie prit une certaine importance pour les chrétiens à partir des XIVe – XVe siècles, l'apogée des chasses aux sorcières ayant eu lieu au XVIIe siècle. À cette époque la sorcellerie a progressivement été assimilée à une forme de culte du Diable. Des accusations de sorcellerie ont alors été fréquemment combinées à d'autres charges d'hérésie contre des groupes tels que les Cathares et les Vaudois. Certains groupes anciens ou modernes se sont parfois plus ou moins ouvertement réclamés d'un culte « sataniste » dédié au mal.

## Étymologie
Le terme de sorcellerie est une extension du mot sorcier. Sorcier possède une double étymologie. La première est sortiarus en latin, le «diseur sorts». Dans l’imaginaire collectif, la sorcellerie est associée au Moyen Âge, aux femmes et au pacte avec le diable. Qui est désigné dans l'antiquité les praticiens de la divination, à l'aide de baguettes notamment. Mais le terme de sorcier n'apparaît réellement qu'en 589, lors du Concile de Narbonne . C'est alors un terme politique issu d'un contexte post-évangélique qui désigne de façon péjorative un personnage cristallisant la diabolisation de tous ceux qui pratiquaient la «vieille coutume»: les sages-femmes, herboristes, guérisseurs, rhabilleurs, tireurs de feu, connaissant les « simples », tous arts médicaux des druides et druidesses, les sourcières, les astrologues et les devins, pourchassés déjà depuis l'occupation romaine. Le mot sorcier a pour origine la déformation du mot sourcier— celui qui détecte la source, l'eau à distance. La notion d'action à distance du sorcier se retrouve dans l'expression jeter un sort. L'aspect ésotérique du sorcier a donné naissance au XXe siècle à l'expression « Ce n'est pas sorcier », désignant ce qui n'est pas compliqué.
Les noms donnés à ces hommes et femmes pratiquant la magie sont légion dans l'Antiquité romaine.

« Ceux qui connaissent les grands secrets du monde sont les divini, magi, harioli. Ceux qui pouvaient invoquer les esprits s'appelaient incantatores (ou coragii en Germanie.) On nommait pythones, haruspices, augures, ceux qui savaient lire l'avenir […], on distinguait encore les pyromantii (par le feu), hydromantii (par l'eau), necromantii (par le recours aux âmes des morts), etc. Les tireurs d'horoscopes furent au cours des temps nommés mathematici, horoscopi, genethliaci, etc. On connut encore les fascinatores, propres à jeter le mauvais œil, et aussi des striges (strigae) ou lamies (lamiae) qui, bien avant le vol des sorcières du sabbat chrétien, étaient soupçonnées de perpétrer des crimes sous la forme d'oiseaux de nuit. »

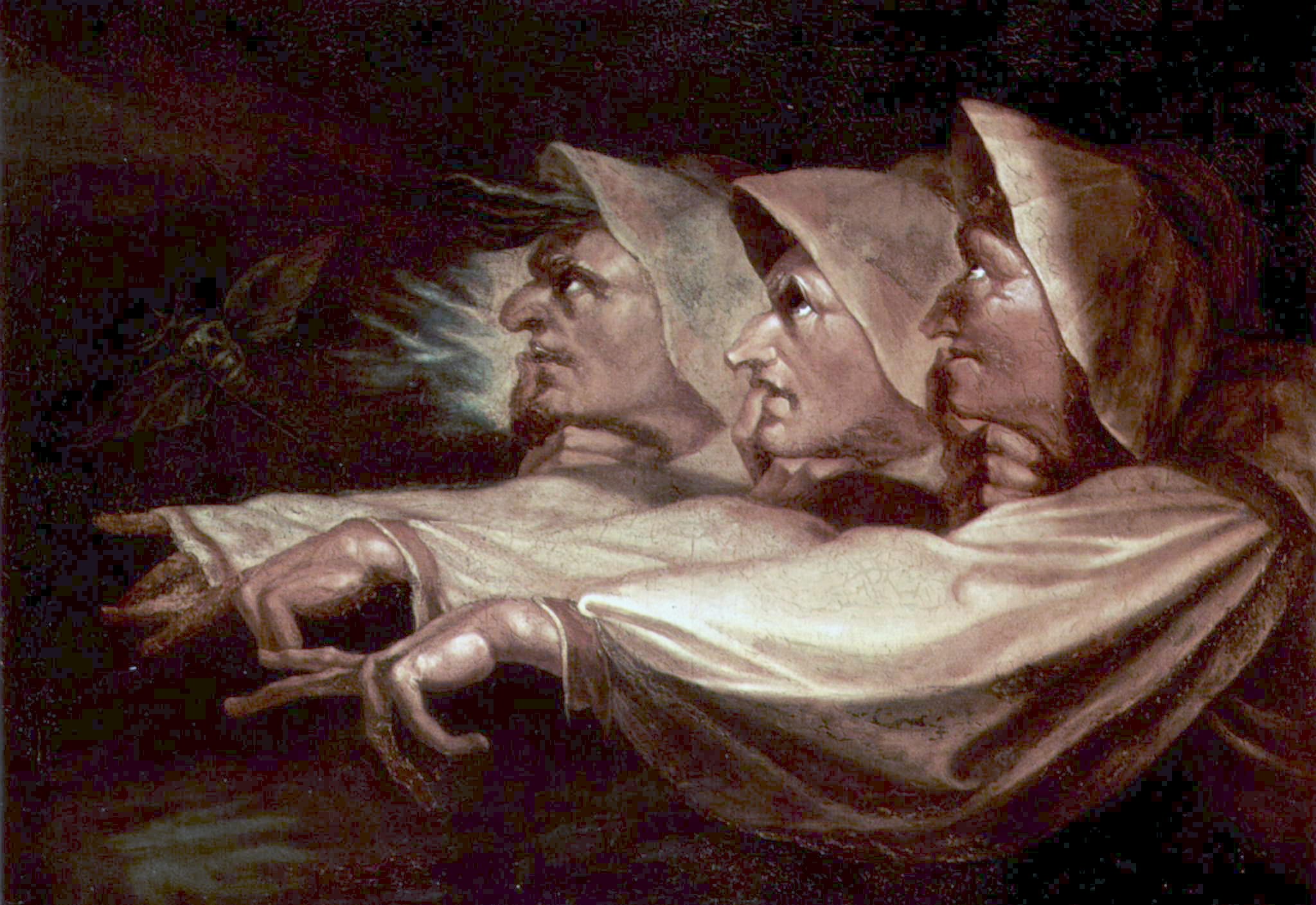
Les Trois Sorciers, par Johann Heinrich Füssli, Suisse.

Selon l'acception chrétienne du terme, qui a été l'acception générale pendant des siècles, le sorcier ou la sorcière désigne « Celui, celle qui passe pour avoir fait un pacte avec le diable, à l'effet d'opérer des maléfices, et pour aller à des assemblées nocturnes dites sabbat». Actuellement, le sorcier ou la sorcière n'est pas systématiquement associé au maléfice mais sa connotation reste souvent péjorative du fait de la charge historique du mot. La sorcière ou le sorcier désigne aujourd'hui avant tout un jeteur de sort, recourant à la magie.
Il ou elle peut être spécialiste d'un domaine, tel la communication avec les esprits, généralement de défunts (on parle alors plus volontiers de mage ou de voyant), ou l'animation d'êtres morts (nécromancien). Du point de vue anthropologique, le mot sorcier peut recouvrir différentes fonctions comme chaman, femme- ou homme-médecine. C'est aussi un personnage présent dans les contes et les légendes. Il figure désormais dans l'univers du jeu de rôle, dans l'univers de Terry Pratchett ou de Harry Potter.
La sorcellerie désigne tout ce qui est considéré comme surnaturel sans appartenir à la religion officielle ou tout ce qui est relatif au mal dans ces mêmes religions. Il apparaît que dans les mythologies des premières sociétés humaines (sociétés matriarcales), la femme avait un rôle important. La religion ancienne devenant le diable de la nouvelle, le christianisme associa souvent les femmes à des rôles maléfiques telles les parques de la mythologie gréco-romaine ou encore Ève dans le mythe d'Adam et Ève, qui s'allie au serpent (agent du mal) pour plonger l'homme dans sa triste condition. Ceci explique partiellement le rôle prépondérant des sorcières à celui des sorciers dans les mythes populaires européens.
Volant dans les airs à califourchon sur son manche à balai, ainsi est représentée la sorcière dans l'iconographie populaire occidentale. Antithèse de la fée, elle a les mêmes fonctions que le sorcier, tant en anthropologie que dans les contes et légendes.

## Pratiques considérées comme de la sorcellerie

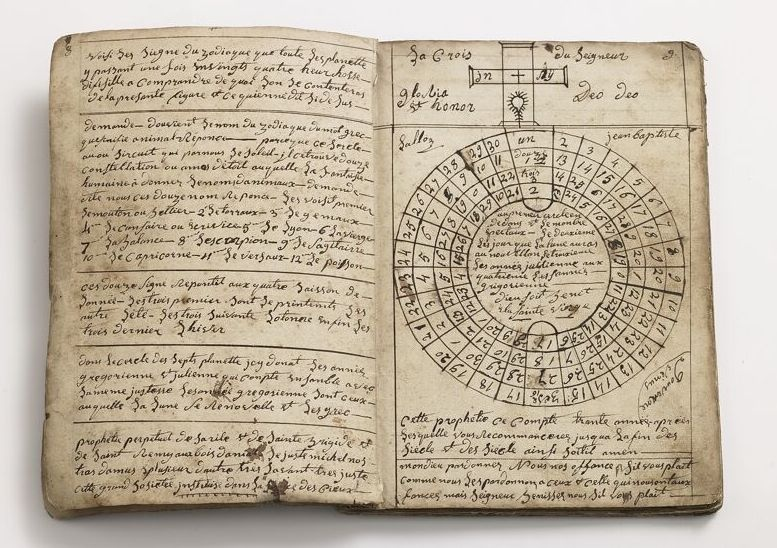
Cahier de jeteur de sorts, 2e moitié – 1er quart, Haute-Saône, Collection Musées départementaux de la Haute-Saône.

Le terme « sorcellerie » est communément appliqué aux pratiques visant à influencer les énergies d'une personne, d'un lieu, d'un objet, etc.
Certains, comme les néo-païens, considèrent la nature maléfique de la sorcellerie comme étant une projection chrétienne. Cependant, le concept de « praticien de la magie » influençant le corps ou l'esprit d'autrui contre son gré était présent au sein de nombreuses cultures avant même l'introduction du monothéisme. En effet, de vieilles traditions de « magie blanche » ou religieuses avaient déjà pour but d'identifier ou de contrer ces praticiens. Beaucoup d'exemples de ce type peuvent être trouvés dans les textes anciens provenant d'Égypte et de Babylone. Dans les cultures où l'on croit que la sorcière a le pouvoir d'influencer le corps ou l'esprit d'autrui, elle apparaît une cause crédible de maladie (chez l'humain ou l'animal), de malchance, de mort soudaine, d'impuissance ou de maux divers dont l'origine paraît inexplicable. Une magie folklorique bénigne et socialement plus acceptable peut alors être utilisée pour remédier au sortilège, ou identifier le sorcier à l'origine du mal afin de s'en défendre ou d'en défaire l'enchantement.
Plusieurs pratiques magiques sont assimilées à la sorcellerie, de telle sorte que les personnes qui les utilisent ont été considérées comme des sorcières ou des sorciers par les Occidentaux, indépendamment de la culture dans laquelle ces pratiques sont en usage. Une des pratiques les plus connues consiste à fabriquer une poupée en argile, en cire ou en chiffons à l'effigie de personnes réelles, et les actions qui sont effectuées sur ces poupées sont censées être transférées aux sujets qu'elles représentent (« poupée vaudou » dans le vocabulaire courant, dénommée « dagyde » en occultisme).
La nécromancie, consistant à demander à l'âme d'un mort de révéler l'avenir, est également considérée comme une pratique typique de la sorcellerie. La sorcière biblique d'Endor est censée l'avoir pratiquée en faisant apparaître le spectre de Samuel (ou du diable métamorphosé en Samuel) à Saül. Un « décompteur » est quelqu'un qui prononce des formules magiques pour vaincre un mal.
Les croyances traditionnelles et populaires attribuent aux sorciers et sorcières divers types de pouvoirs (acquis par contrat démoniaque dans la tradition chrétienne et monothéiste plus généralement) : voler dans les airs, tourmenter l'esprit de leurs victimes. Les lutins, dans l'univers des contes, peuvent leur servir d'auxiliaires. Certaines pratiques considérées comme subversives ou abusives et parfois criminelles tombent sous le coup de la loi. La croyance à la possibilité de mettre en œuvre, par certaines pratiques surnaturelles à des fins possibles se retrouve dans toutes les religions primitives.

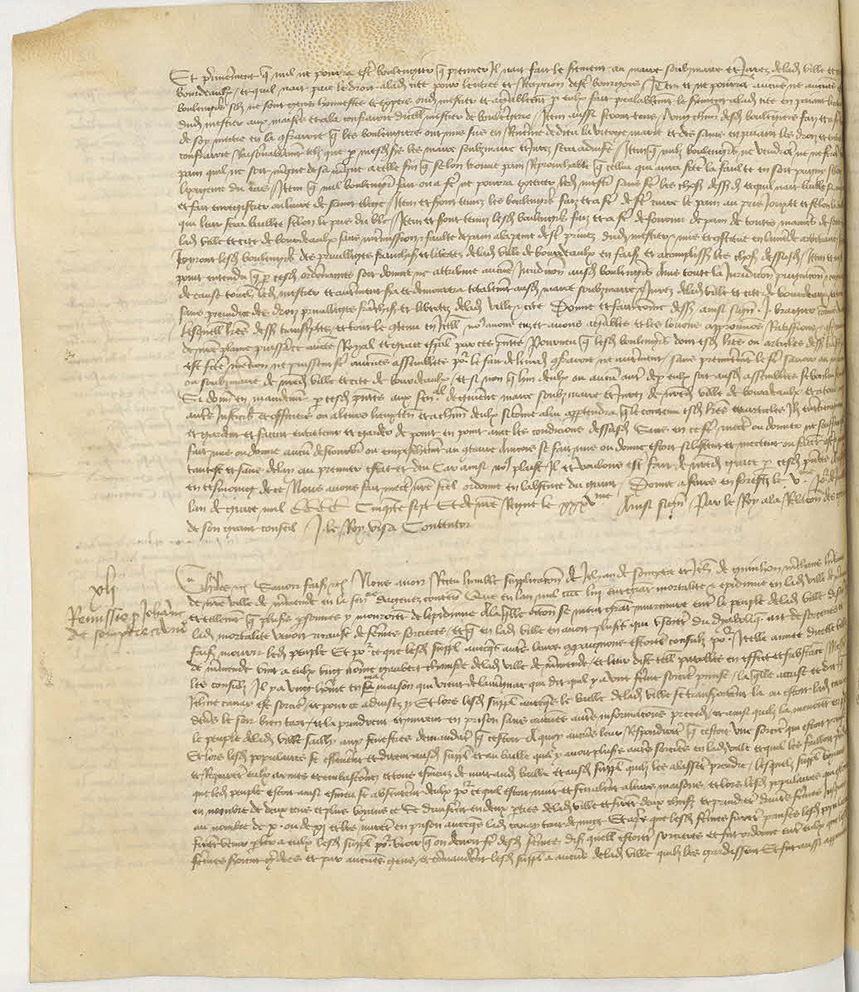
Lettre de rémission de juillet 1457 pour l'exécution faite à Marmande de plusieurs femmes accusées de sorcellerie. Archives nationales JJ//187.

## Définition de la sorcellerie selon René Guénon
Pour René Guénon, la magie est une technique par laquelle sont manipulées certaines lois naturelles délaissées ou inaccessibles aux savants modernes mais faisant l'objet d'anciennes sciences traditionnelles maintenant oubliées.
L'auteur insiste sur le caractère naturel des phénomènes en cause et dénonce le qualificatif de « surnaturel » qui leur est souvent fautivement attribué. Il s'agit, pour le pratiquant, d'exploiter des courants ou des entités psychiques et de les faire agir sur l'élément corporel. Il différencie ce domaine de celui de la théurgie qui, bien qu'ayant parfois des effets semblables, utilise, elle, des influences spirituelles, divines ou surnaturelles.

« Si de nombreux cas de « lévitation » ou de « bilocation », par exemple, peuvent être relevés dans l’histoire des saints, il s’en trouve certainement tout autant dans celle des sorciers ; les apparences (c’est-à-dire précisément les « phénomènes » comme tels, au sens propre et étymologique du mot) sont bien exactement les mêmes dans les uns et dans les autres, mais personne n’en conclura que les causes soient aussi les mêmes. »

Cette différence de nature entre les forces mises en cause par la magie et la sorcellerie d'un côté et la théurgie de l'autre est illustrée par l'épisode biblique et coranique de la victoire de Moïse sur les magiciens de Pharaon.

## La sorcellerie et le pape Jean XXII
Jusqu'au XIVe siècle, l'Église s'était montrée conciliante vis-à-vis des sorciers et des sorcières ; elle ne croyait pas à la réalité des phénomènes magiques comme il était écrit dans le Canon Episcopi. Ce fut Jean XXII qui publia, en août 1326, la bulle super illius specula, assimilant la sorcellerie à l'hérésie, une voie que suivirent ses successeurs de Benoît XII à Alexandre V en pérennisant la chasse aux sorcières. Cependant, les chasses aux sorcières n'atteignirent leur apogée qu'au XVIIe siècle.

## La sorcellerie en Europe

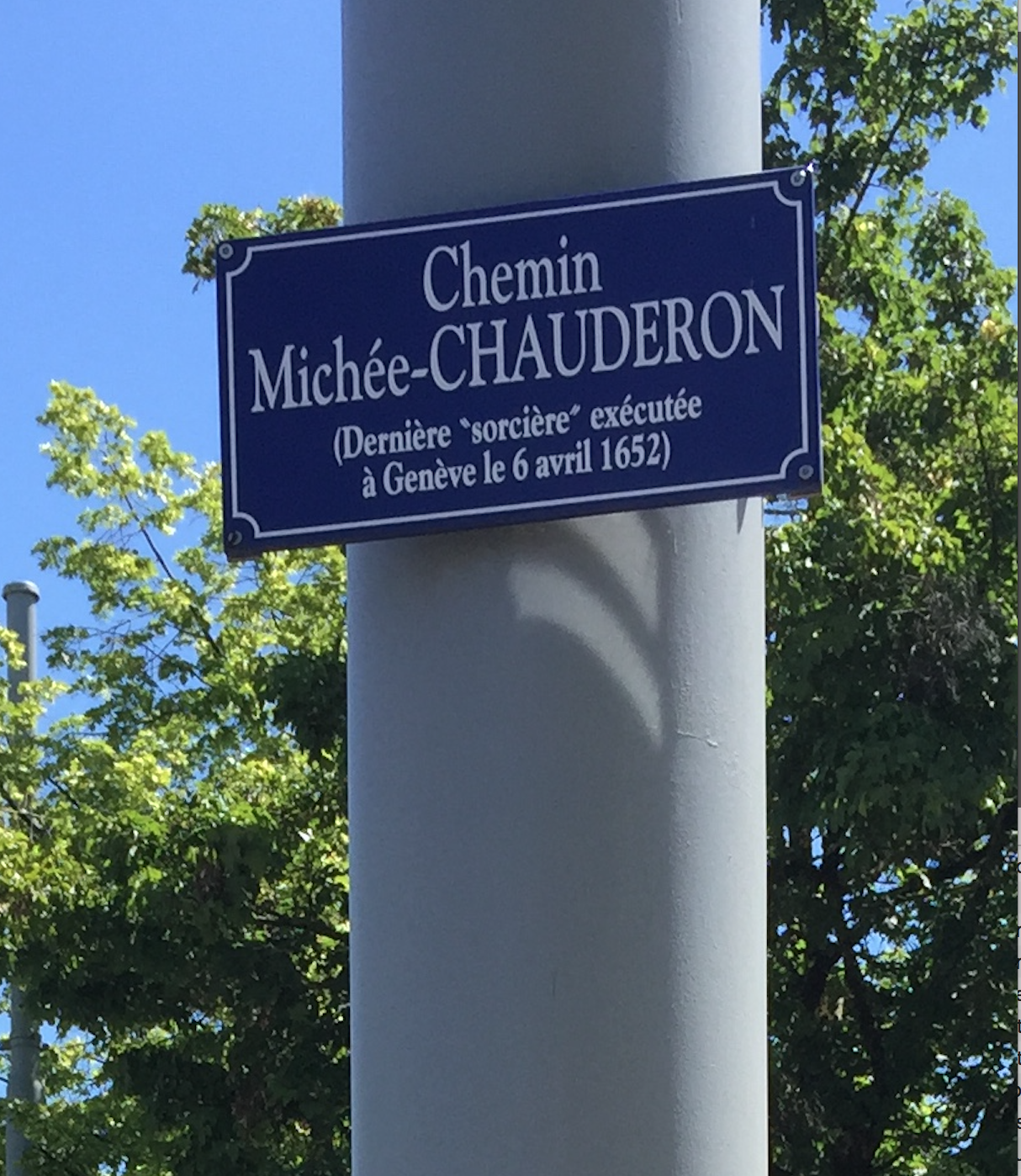
Panneau de signalisation du Chemin Michée-Chauderon à Genève.

La caractérisation européenne de la sorcière ne provient pas d'une source unique. Johannes Nider montre dans son Formicarius que les sorcières étaient simplement des femmes chamanes et ont été progressivement transformées en figures malveillantes par la propagande chrétienne. L'image folklorique de la sorcière provient cependant de nombreuses sources, la caractérisation de la sorcellerie ne pouvant se résumer à une caricature de la prêtresse païenne ; elle a évolué au cours du temps et est une combinaison de nombreuses influences.
Dans les premiers temps du christianisme en Europe, la population, habituée à l'usage de la magie dans la vie quotidienne, attendait du clergé une forme supérieure de magie par rapport à l'ancienne magie païenne. Alors que la chrétienté concurrençait le paganisme, ce problème était d'une importance cruciale pour le clergé, qui peu à peu substitua aux pratiques ancestrales le culte des reliques des saints, reprenant ainsi l'usage populaire d'amulettes et de talismans.
La vision européenne traditionnelle de la sorcellerie veut généralement que le sorcier, tel Faust, signe un pacte avec le diable, par lequel il lui vend son âme en échange de pouvoirs surnaturels. Les sorciers et sorcières furent accusés de renier Jésus et les sacrements, de se rendre au sabbat — assemblée nocturne où ils étaient supposés exécuter des rites diaboliques, parodies de messes ou d'offices de l'Église — et d'y vénérer le « prince des ténèbres » afin d'obtenir un certain pouvoir.
On peut résumer les nombreuses confessions des interrogatoires de l'Inquisition de la manière suivante : Les sorcières dansent autour du diable appelé Léonard qui éclaire l'assemblée par sa corne du milieu et on vient lui rendre hommage en lui baisant le derrière qui a forme d'un masque ou d'un visage humain.
Suivant l'universitaire Max Dashu, de nombreux éléments de la figure de la sorcière médiévale trouvent leur source avant l'émergence du christianisme. Ceux-ci peuvent être trouvés dans les bacchanales, notamment du temps où ces pratiques étaient menées par la prêtresse Paculla Annia (de 188 av. J.-C. jusqu'en 186 av. J.-C.). Cette thèse est aussi celle de Georgi Mishev. Aujourd'hui encore, en Bulgarie (la Thrace moderne), les sorciers sont appelés baiachki.

### France

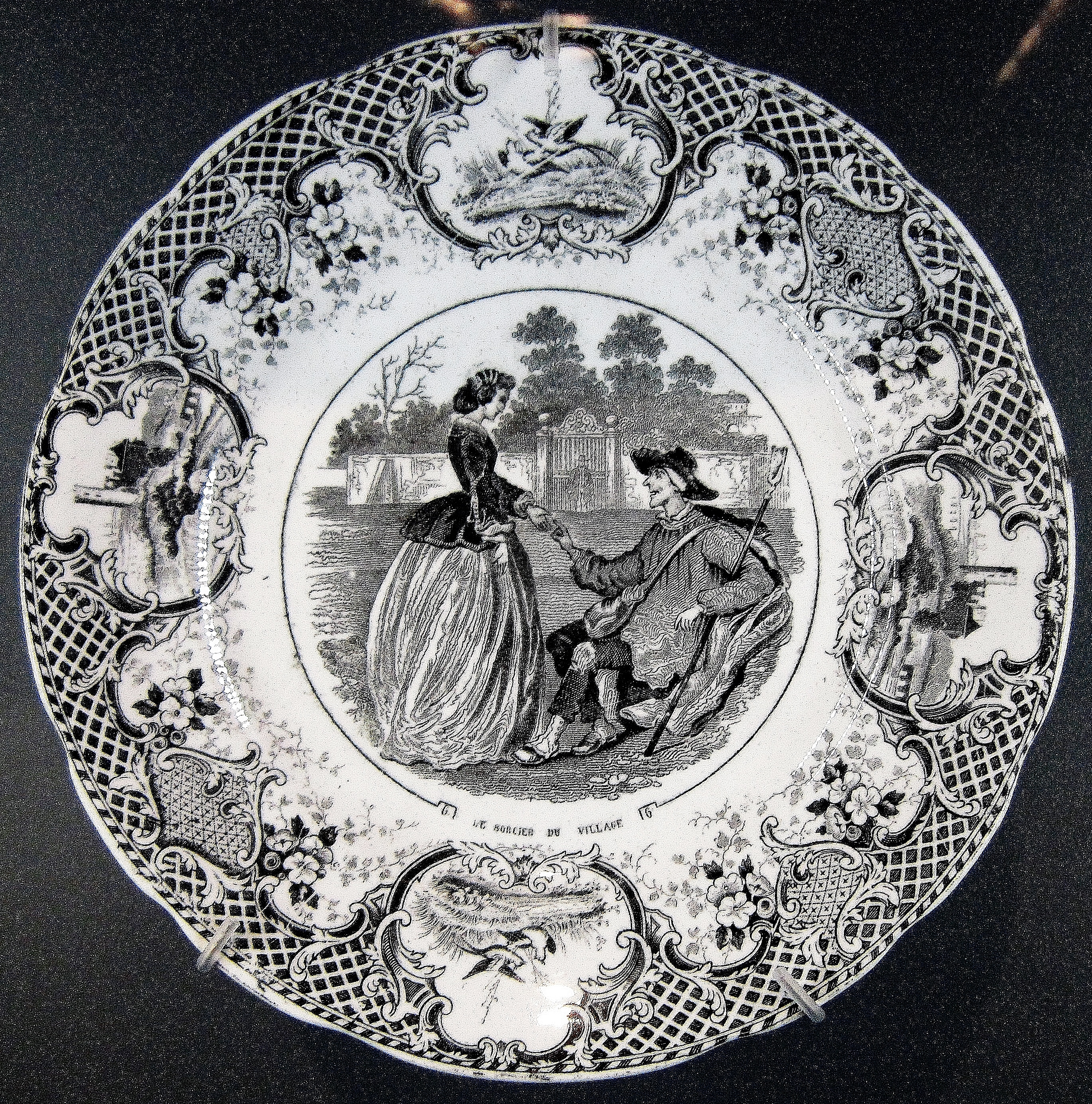
Le sorcier du village (assiette en faïence de Sarreguemines, vers 1860).

Après la parution du Malleus Maleficarum (1487), les procès pour sorcellerie se multiplient et ils atteindront un sommet en France entre 1550 et 1650. Nombre de spécialistes de la chasse aux sorcières publient des ouvrages sur la question, tels Jean Bodin avec De la Démonomanie des sorciers (1580), Pierre Le Loyer, Martín Antonio Delrío, Jean de Nynauld, Noël Taillepied et Nicolas Rémy.
Des voix s'élèvent cependant pour dénoncer cette pratique, tels le médecin Jean Wier, qui dans De Praestigiis daemonum et incantationibus ac venificiis (1563) propose de distinguer entre les « magiciens infâmes », réellement coupables de crimes diaboliques, et les sorcières, qui sont la proie d'illusions maladives dues à un dérèglement des « humeurs », en particulier de la bile noire supposée être à l'origine de la mélancolie et « qui infecte le siège de l'esprit », et ce qu'il appelle leur « vertu imaginative », « phantasie » ou « imagination ». Ses arguments seront repris par les opposants à la chasse aux sorcières tels Jodocus Hocker (1569), Johann Ewich (1584), Johann Georg Gödelmann, Cornelius Loos (premier clerc catholique à prendre cette position, 1592), Hermann Witekind (1597) et Friedrich Spee von Langenfeld (1631).
Dès 1640, « le Parlement de Paris devenait le premier corps judiciaire en Europe à ordonner la fin des poursuites pour sorcellerie ». Une déclaration de Louis XIV en 1672 rappelle à tous les officiers et à tous les tribunaux l'interdiction de recevoir ou de débattre sur des accusations de sorcellerie.
Parmi les dernières victimes, on peut citer Anne Duval, veuve Chauffour, vieille paysanne à Bournel. Accusée de leur avoir jeté des sorts par quatre voisines, ces dernières s'emparent d'elle le 12 décembre 1824 avant de la rouer de coups, puis de lui attacher les mains et lui brûler grièvement les deux jambes. Lassées, elles finissent par relâcher leur victime qui parvient à rentrer difficilement chez elle. Sa fille porte plainte le lendemain. Après deux enquêtes de gendarmerie, un procès en assises condamne deux des tortionnaires à 5 ans de réclusion. En 1850, une histoire similaire se déroule à Camalès : un couple de paysans furent persuadés que Jeanne Bédouret, épouse Larcade, leur voisine de 80 ans, était une sorcière qui leur avait jeté des sorts et était responsable notamment de la maladie de leur fille et de la mort de leur vache. Le 30 avril 1850, ils l'attirèrent chez eux, puis lui brûlèrent grièvement les deux jambes dans un four, avant de la retourner et de l'enfourner par la tête. Ils finirent par relâcher leur victime en la maudissant. Elle se traîna jusque chez elle, put être interrogée par un juge avant de succomber à ses brûlures six jours plus tard. Le procès condamna les époux à 4 mois de prison.

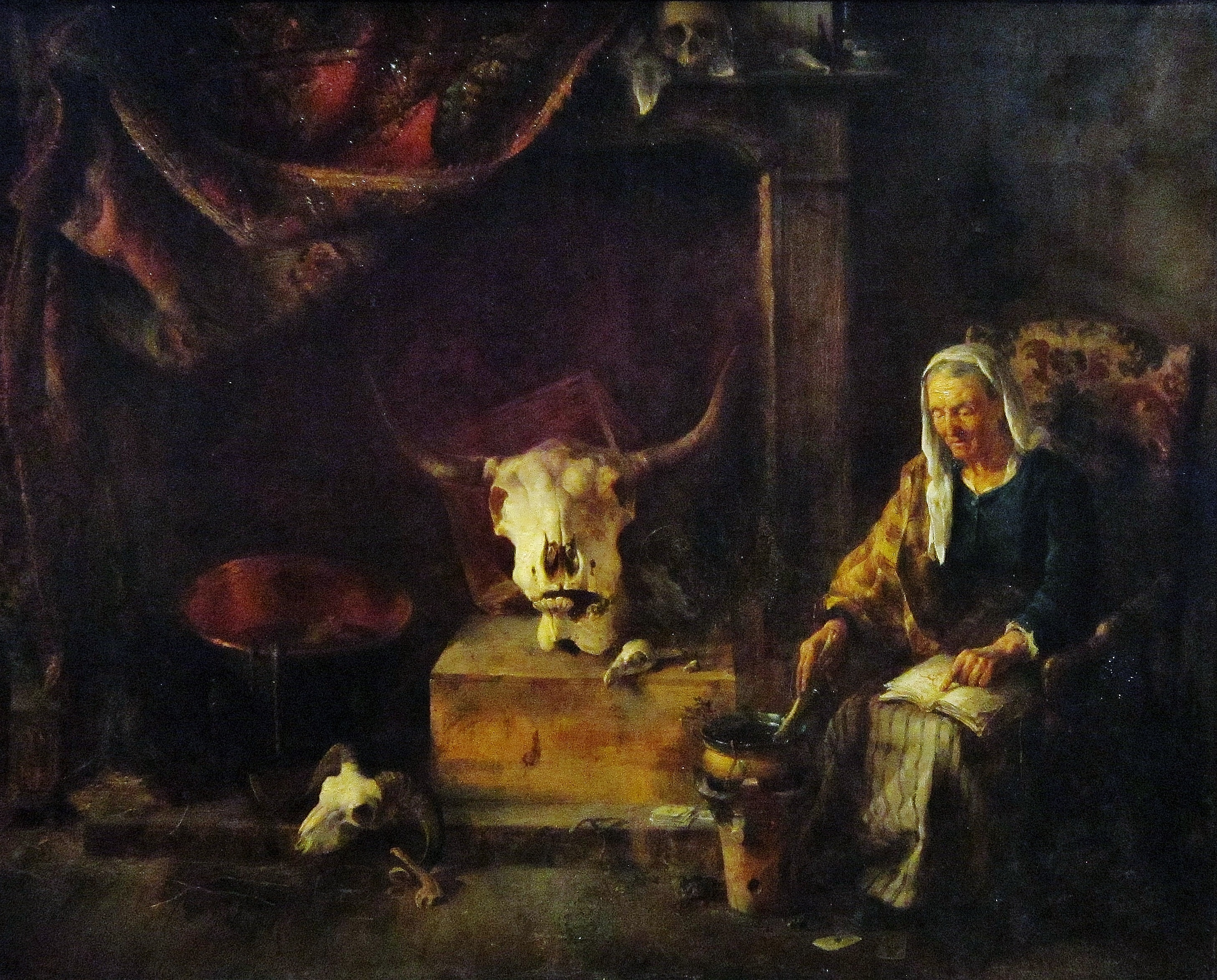
Jacques Raymond Brascassat : La sorcière (huile sur toile, 1835, Musée des Augustins de Toulouse).
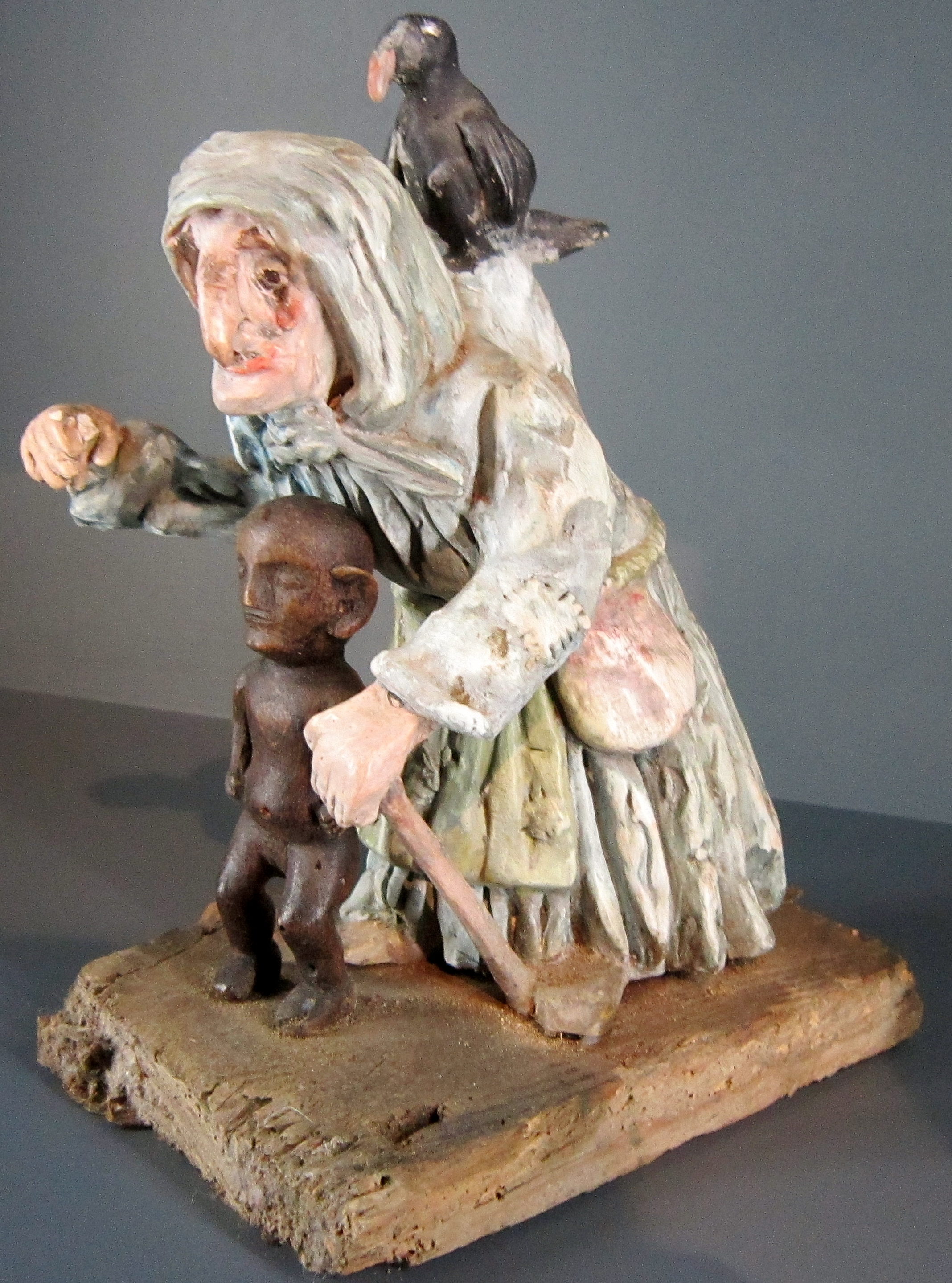
Statuette de sorcière (argile, début XXe siècle, collection Daniel Pouget, Le cabinet des curiosités, Chazelles-sur-Lavieu).
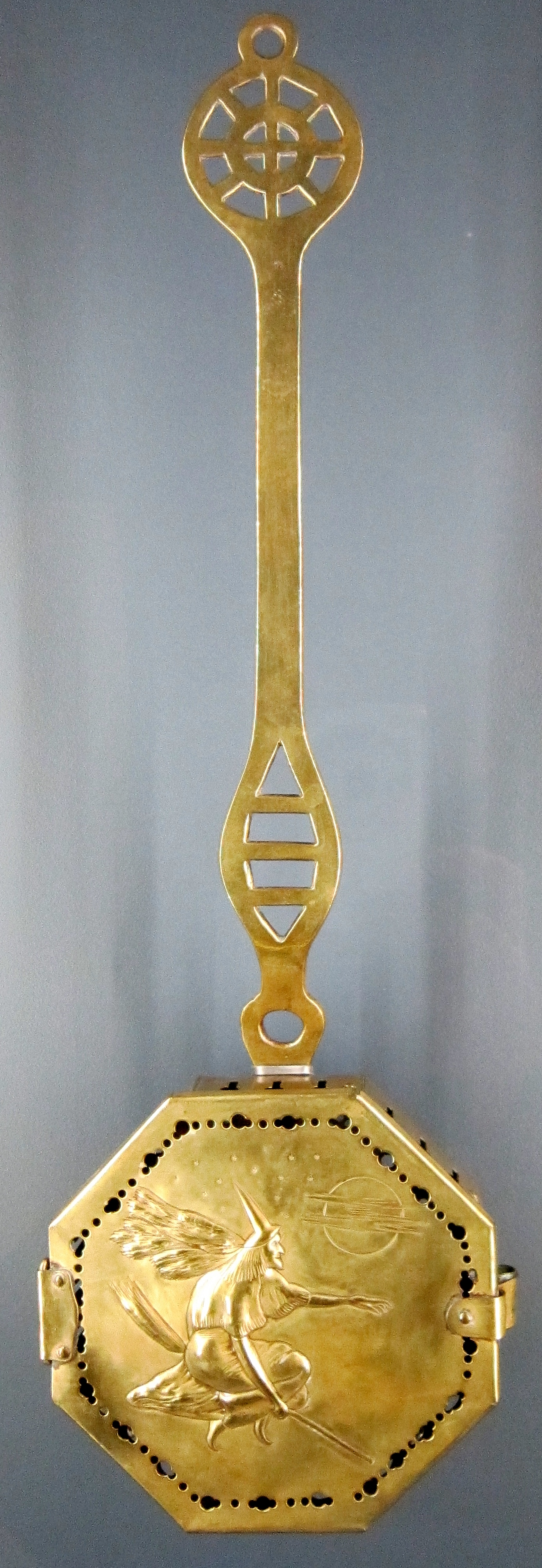
Grilloir à marrons décoratif représentant une sorcière sur son balai partant au sabbat (MUCEM, Marseille).
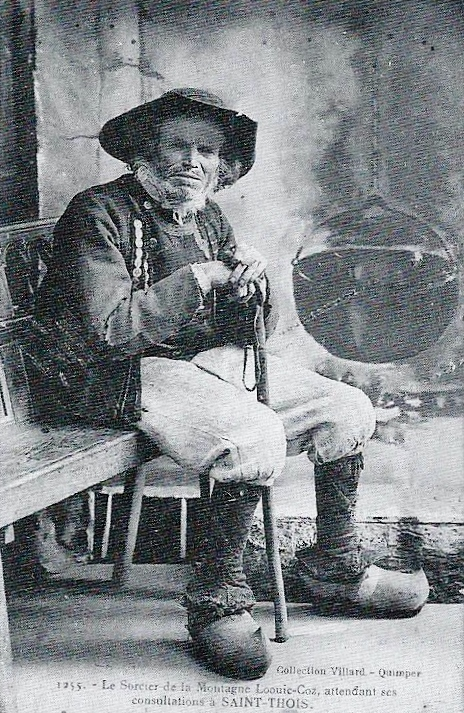
Le sorcier de la montagne Laouic-Coz attendant ses consultations [à Saint-Thois] (carte postale Villard, vers 1910).

### Angleterre

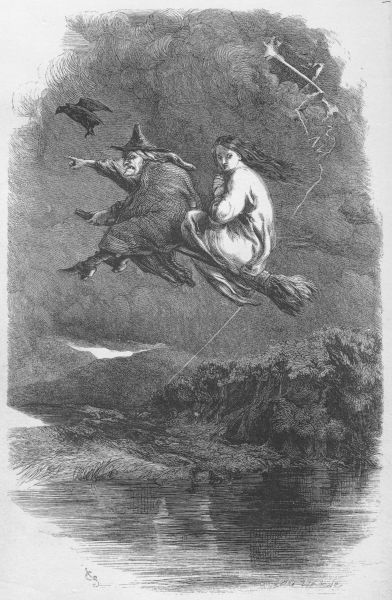
The Lancashire Witches, de William Harrison Ainsworth (1848 - 1849).

En Angleterre, l'exercice de la « magie curative » revenait au guérisseur (witch doctor), aussi connu sous les noms de white witch (« sorcière blanche »), cunning man (« savant ») ou encore wise woman (« femme sage »). Le terme de « guérisseur » était déjà utilisé en Angleterre avant de désigner le chaman et le tradi-praticien africains. On ajoutait foi au pouvoir du guérisseur crapuleux (toad doctor) de neutraliser l'action d'autres guérisseurs. D'autres conjureurs populaires avaient leurs propres compétences : le girdle-measurer, dont la spécialité consistait à déceler les maux lancés par les fées, et le charmeur (charmer), qui guérissait les maux plus banals tels la brûlure ou la rage de dent.

« Dans le nord de l'Angleterre, les superstitions se sont enracinées dans les mœurs avec une force incroyable. Le Lancashire est plein de guérisseurs, toute une ribambelle de charlatans qui prétend soigner des maladies et des maux lancés par le Malin… Ils se font appeler cunning men ; ils sont fort influents dans les comtés de Lincoln et de Nottingham. »

Ces « savants » ne se prétendaient que rarement sorciers, et rejetaient ce genre d'accusation. Certains écrits datant du Moyen Âge, pourtant, suggèrent que les différences entre les sorciers et les guérisseurs, à propos de ces « praticiens », n'étaient pas très claires aux yeux de la population. Ainsi, il apparaît qu'une partie de la population entendait également contacter les sorciers pour des requêtes de guérison comme de divination, bien que ces derniers étaient surtout reconnus pour être consultés par les gens désireux de faire maudire leurs ennemis. De fait, la majeure distinction était que les sorciers étaient bien plus souvent dénoncés aux autorités que les guérisseurs ; lorsque ces derniers étaient poursuivis, c'était généralement pour avoir soustrait de l'argent à leurs clients.
Une des conséquences de cet amalgame entre les différents praticiens de la magie de l'époque est la confusion actuelle à propos de ce qu'ont réellement été les sorciers, en Angleterre. Visaient-ils à blesser ou soigner leurs contemporains ? Quel rôle (éventuellement) tenaient-ils dans leur communauté ? Ces sorciers/guérisseurs peuvent-ils être assimilés aux sorciers et sorcières dont on trouve les traces dans les autres cultures ? Ou même, leur rôle et leur présence ne sont-ils pas tout simplement nés de l'imaginaire des gens ? Dans les certitudes occidentales contemporaines, peu de différences se discernent ainsi entre guérisseurs, charmeurs, cunning men et wise women, astrologues et devins ; ils se retrouvent tous, plus ou moins, affublés des attributs du/de la sorcier(e).
Les sorciers et sorcières européens furent généralement supposés empoisonner les puits, les sources, le bétail et la nourriture, ou de la rendre immangeable, voler dans les airs à l'aide d'un balai, jeter des sorts maléfiques et répandre la peur et le chaos dans les communautés locales.

### Explication rationnelle
L'ergot du seigle contient de l'ergotamine, dont un des dérivés est l'acide lysergique (principe actif du LSD). Dans certains cas, la consommation de pain pouvait donner lieu à des hallucinations, qui étaient, au Moyen Âge, attribuées à la sorcellerie. De même, la connaissance des plantes et de diverses pratiques permettait aux « praticiens » de provoquer des états de conscience modifiée chez des personnes en quête d'initiation, d'où des visions, apparitions, etc. dénoncées comme de la sorcellerie. Le pouvoir de la pharmacopée et de certaines pratiques ancestrales peut en effet sembler irrationnel.

## Monde occidental contemporain

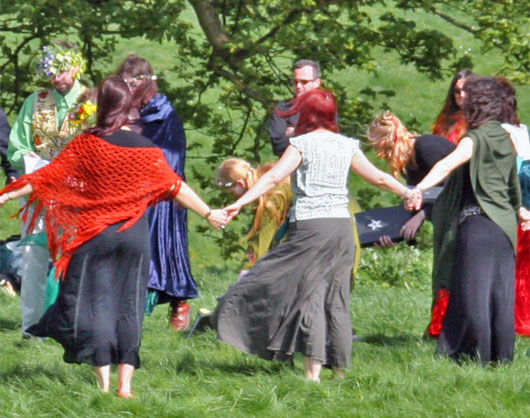
Une cérémonie à Avebury (Beltane 2005).

Depuis le milieu du XXe siècle, la sorcellerie s'est développée en partie grâce à ceux qui pratiquent certaines religions traditionnelles ou néo-traditionnelles. Si ces formes de religion traditionnelle apparaissaient auparavant, dans les cultes de la nature, elles ont pris une dimension nouvelle après les travaux de Margaret Murray, égyptologue anglaise du XXe siècle, qui a écrit sur la possible existence d'une religion traditionnelle prenant sa source en des temps reculés et ayant survécu jusqu'à nos jours, et dont les sorcières regroupées en covens auraient de tout temps été les dépositaires. Si cette hypothèse n'a pas été prouvée, elle a eu une influence sur certains de ses contemporains et a favorisé la mise en place d'une nouvelle religion néo-traditionnelle basée sur d'autres croyances traditionnelles et axée sur la sorcellerie : la Wicca, dont Gerald Gardner est le promoteur. La Wicca est surtout représentée aux États-Unis, au Royaume-Uni et au Canada. Il n'existe pas encore de statistiques officielles sur le nombre de Wiccans dans le monde.
Actuellement, certaines superstitions anciennes n'ont plus cours dans le monde moderne. Pourtant, depuis les années 1940, avec le retour des religions traditionnelles et l'arrivée de la Wicca, des personnes en nombre croissant se sont autoproclamées sorciers ou sorcières. Alors que la perception occidentale de la sorcellerie reste encore très négative, les Wiccans et les sorciers dans les autres religions n'y attachent pas de sens particulier, et n'assimilent pas non plus leurs pratiques au satanisme. En fait, la plupart des sorciers souhaitent simplement que leurs contemporains cessent d'assimiler la sorcellerie à des pratiques maléfiques, confinant le terme à une connotation négative. Tout sorcier ou sorcière n'est pas forcément wiccan. Certains sont simplement traditionalistes d'influence nordique ou celtique, d'autres n'ont pas de religion en particulier.
En 1968, un groupe politique radical composé de femmes s'est fait connaître dans la ville de New York sous le nom de W.I.T.C.H., pour « Women's International Terrorist Conspiracy From Hell » (la « conspiration internationale terroriste des femmes venues de l'enfer »). Ce groupe éphémère n'a pas eu d'impact particulier sur le développement de la sorcellerie, mais a marqué les esprits grâce à sa dénomination originale. Le tout dernier symbole des sorcières est bien sûr Halloween, le 31 octobre, bien que l'origine soit tranditionaliste et se nomme Samhain, qui a lieu le 1er novembre. Ce n'est pas une coïncidence si les deux fêtes ont souvent tendance à être associées ; l'association des sorcières à Halloween pourrait provenir d'une tentative de dénigrement, de la part de l'Église, de cette ancienne fête celtique célébrant la dernière récolte.
Le phénomène des sorcières s'est une nouvelle fois répandu, durant les dernières décennies, mais cette fois comme icônes plus ou moins sympathiques d'une culture populaire globalisée. Les films comme Dangereuse Alliance (The Craft), Les Ensorceleuses (Practical Magic) et Le Projet Blair Witch 2 (la suite de Le Projet Blair Witch) ainsi que les séries télévisées Ma sorcière bien-aimée (Bewitched), Charmed, Sabrina, l'apprentie sorcière (Sabrina the Teenage Witch) et parfois Buffy contre les vampires (Buffy the Vampire Slayer) et X-Files : Aux frontières du réel (The X-Files) ont porté à l'écran et popularisé des enfants et jeunes sorcier(e)s. Tous ces stéréotypes « grand public » n'ont cependant que peu de liens avec la vraie sorcellerie ou avec la perception chrétienne de la sorcellerie.
Depuis les années 2000, la sorcellerie peut être pratiquée sans dogme spécifique et s'intègre aussi dans la culture New-Age car mélange des pratiques ésotériques comme la cartomancie, l'astrologie, la voyance, le magnétisme ou la naturopathie. La sorcellerie trouve une manière de s'intégrer dans la société avec une pratique moins folklorique et plus acceptable pour une population vivant une époque portée sur la technologie et la science.
Une œuvre littéraire décrivant bien, de par sa puissance évocatrice et poétique, l'univers magique de la sorcellerie moderne dans le monde occidental contemporain, en reprenant la légende de Faust, est Le Maître et Marguerite de Mikhaïl Boulgakov.

### Revalorisation de la pensée magique auXXesiècle
Le psychanalyste Carl Gustav Jung a proposé le concept d'archétypes dans l'inconscient humain, figures ancestrales de l'inconscient collectif, qui émergent notamment au contact de personnes ayant un profil psychique particulier ; la figure des sorciers et sorcières, ou du génie malfaisant, est complémentaire du professeur/génie bienfaisant, et met en lumière non pas la personnalité propre de l'individu identifié, mais celle du sujet en proie aux figures archétypales de son inconscient, invoquées par le biais de rituels.
Le mode de connaissance magique, en concurrence avec la pensée véhiculée par les religions monothéistes en Europe et dans les pays anglophones, a été largement dévalorisé par celles-ci. Ainsi, Hegel ne voyait dans ce type de rapport au monde qu'un ensemble de superstitions. L'anthropologue Claude Lévi-Strauss a mis en lumière la richesse et la finesse des sociétés dont la culture est essentiellement magico-religieuse, par exemple dans leurs connaissances en botanique, et leur connaissance du vivant en général.
Dans les années 1960, Carlos Castaneda, étudiant en anthropologie dans une université californienne, partit étudier les plantes médicinales au Mexique. Son expérience, relatée dans de nombreux ouvrages, est un témoignage sur la confrontation entre ces deux modes de pensée, celle, analytique, de « l'Occident » et ses corpus universitaires, et celle, discursive, d'un type de pensée magique. Échappant par définition aux taxonomies occidentales, cette pensée implique une participation active, voire ascétique, de l'initié, qui ne donne ses fruits qu'après de longues années.
Pierre Verger partit s'initier au Brésil, à Bahia, aux rites d'origine yoruba du candomble, et poursuivit par des voyages en Afrique cette expérience initiatique. Ce type d'initiation a été perçu comme une « renaissance » par Verger ainsi que par d'autres occidentaux, initiés par la suite aux rites chamaniques et magiques de ces cultures, souvent caractérisées par l'absence de culture écrite, et résistant aux concepts occidentaux de « civilisation ».
On peut ainsi conjecturer que la connotation négative du mot « sorcier » prend ses racines dans une défiguration archétypale — caricaturale — d'un mode de pensée et d'action différent de la doxa officielle. L'arbitraire des « chasses aux sorcières » en est une illustration éclairante.

## Des croyances anciennes
Comme le montrent certains textes antiques, la sorcellerie a joué un rôle aussi bien dans l'Égypte ancienne qu'en Mésopotamie, comme à Babylone.

### Babylone
Cet extrait du Code de Hammurabi (environ 2000 av. J.-C.) : « si un homme en accuse un autre de sorcellerie, sans justification, celui qui est accusé doit aller à la Rivière Sainte ; Il doit plonger dedans, et si la Rivière Sainte le vainc, l'accusateur pourra prendre la maison du sorcier pour sienne » en témoigne. 
Les textes de l'exorcisme akkadien (environ 1000 av. J.-C.) qui intègre la série Maqlû ("brûler") est un long rituel destiné à annuler les sorts jetés par des sorcières. 

### Égypte ancienne
Dans le Papyrus Ebers (environ 1550 av. J.-C.), qui est un traité médical, il est proposé des incantations pour chasser des démons responsables de maladies: « Pour éloigner les démons qui causent la maladie : une incantation à dire quatre fois, tout en brûlant de l'encens et en appliquant la mixture sur le corps du patient. ».
Dans le Papyrus de Londres (environ 1300 av. J.-C.), il est montré l’usage quotidien de la magie dans la protection individuelle dont voici le rituel : « Prends le cœur d’un crocodile, mélange-le à du miel, et dis ces mots : “Ô Sekhmet, déesse du feu, éloigne les esprits malveillants qui entourent N. fils de N.».
Le Livre des Morts explique comment enchanter un objet dans l'au-delà : « O figurine, si je suis appelé à faire des travaux dans l’au-delà, tu diras : “Me voici !” et tu accompliras les tâches à ma place. ».

## Tanakh
Dans le Tanakh, c'est-à-dire la bible hébraïque (Ancien Testament), les références à la sorcellerie sont nombreuses ; les fermes condamnation de la pratique n'y sont pas tant basées sur la suspicion de supercherie, mais bien sur la notion que la magie en elle-même est une pratique abominable (cf. Deutéronome 18:10–11, « Qu'on ne trouve chez toi personne (…) qui exerce le métier de devin, d'astrologue, d'augure, de magicien, d'enchanteur, personne qui consulte ceux qui évoquent les esprits ou disent la bonne aventure, personne qui interroge les morts », Exode 22:17, « Tu ne laisseras point vivre la magicienne »).
Le récit de Saul rendant visite au sorcier de En Dor (I Samuel 28) nous montre qu'il croit fermement en l'évocation, par le sorcier, de l'ombre de Samuel. Enfin, d'après le Lévitique 20:27, « Si un homme ou une femme ont en eux l'esprit d'un mort ou un esprit de divination, ils seront punis de mort ; on les lapidera : leur sang retombera sur eux ».

## Nouveau Testament
L'interdiction de la sorcellerie dans le Nouveau Testament semble similaire (Épître aux Galates 5:20, comparé à Apocalypse 21:8, 22:15 et Actes des Apôtres 8:9, 13:6).
À supposer que la croyance en la sorcellerie relevait de la superstition populaire, il est étrange de ne rien trouver suggérant que l'aspect maléfique de ces pratiques ne reposait que sur le fait de prétendre être en possession de pouvoirs qui n'existent pas.
Quelques interrogations s'élèvent de nos jours, quant à savoir si le mot pharmakeia, utilisé dans l'Épître aux Galates, trouve une traduction juste avec le terme « sorcellerie ». En effet, ce terme était communément utilisé pour parler de l'usage maléfique de drogues comme les poisons, les contraceptifs ou les substances permettant d'interrompre les grossesses.

## Judaïsme
Les juifs ont souvent été perçus comme sorciers dans l'Europe du Moyen Âge, et persécutés à ce titre durant les siècles de chasse aux sorcières. Mais la grande majorité d'entre eux perçoivent la pratique de la sorcellerie comme une forme d'idolâtrie, et donc une offense au judaïsme et à son Dieu. Cependant, un petit groupe de juifs orthodoxes, qui étudient la Kabbale, croit en la magie. Dans la pratique, les rituels sont très différents de la sorcellerie « traditionnelle », mais le fondement (utiliser des forces surnaturelles pour influer sur le monde physique) reste identique. Depuis le siècle des Lumières, la plupart des juifs ont cessé de croire en la Kabbale, et considèrent ces pratiques comme ridicules.
Certains néopaïens pratiquent une forme de magie, syncrétisme du mysticisme juif classique et de sorcellerie moderne. Une référence notable de ce sujet est le livre d'Ellen Cannon Reed : The Witches Qabala: The Pagan Pat hand the Tree of Life. Ce livre ainsi que le Zohar ont été une source d'inspiration pour plusieurs sectes, par exemple le centre de la Kabbale.

## Islam
L'islam reconnaît la réalité de la magie ou sorcellerie (Sihr), de la voyance, de la divination et de l'astrologie qu'il considère comme un péché gravissime. Il les juge maléfiques. Les sorciers et les devins sont accusés de renier Dieu, nier son unicité (tawhid) et ses attributs, ces pratiques sont considérées comme des pêchés majeurs relevant de l'associationnisme (shirk) et de la mécréance (kûfr).
Selon Abû Hurayra, le Prophète a dit :

« Éloignez-vous des sept péchés mortels." - "Et quels sont-ils, ô Prophète d'Allah ?" - "Le polythéisme, la magie, le meurtre que Dieu a interdit sauf pour une raison légitime, l'intérêt usuraire, s'approprier les biens de l'orphelin, la fuite le jour du combat, la calomnie proférée à l'encontre de femmes chastes, croyantes et innocentes". »

Le Coran mentionne l’existence de deux êtres, Harout et Marout, descendus à Babylone. Ils étaient une épreuve pour les humains. Ils leur apprenaient la sorcellerie et comment diviser les couples.
Les deux êtres sont brièvement mentionnés comme suit :
« Et ils suivirent ce que les diables racontent contre le règne de Sulayman (Salomon). Alors que Sulayman (Salomon) n'a jamais été mécréant mais bien les diables: ils enseignent aux gens la magie ainsi que ce qui est descendu aux deux anges Harut et Marut, à Babylone; mais ceux-ci n'enseignaient rien à personne, qu'ils n'aient dit d'abord: « Nous ne sommes rien qu'une tentation: ne sois pas mécréant » ils apprennent auprès d'eux ce qui sème la désunion entre l'homme et son épouse. Or ils ne sont capables de nuire à personne qu'avec la permission d'Allah. Et les gens apprennent ce qui leur nuit et ne leur est pas profitable. Et ils savent, très certainement, que celui qui acquiert [ce pouvoir] n'aura aucune part dans l'au-delà. Certes, quelle détestable marchandise pour laquelle ils ont vendu leurs âmes ! Si seulement ils savaient ! » (Coran, 2:102)
La pratique en elle-même est semblable à celle en usage dans d'autres cultures. Elle s'apparente à des rites occultes et sataniques, elle consiste en des offrandes et des sacrifices d'animaux destinés au démon, à l'utilisation d'amulettes protectrices, de pentagrammes et d'incantations inintelligibles. Le sorcier se mettant sous l'égide du diable et des démons fait appel à des forces du monde de l‘invisible (Alam al ghayb), telles que les mauvais génies, afin de lancer ses sortilèges jusqu'à semer la désunion entre l'homme et son épouse.
« Or, il y avait des mâles parmi les humains qui cherchaient protection auprès des mâles parmi les djinns mais cela ne fit qu'accroître leur détresse. » (Coran, 72 : 6.)
Ces sorts, qui sont accusés de causer de graves troubles d'ordre psychologique, psychique, physique, relationnel et émotionnel, ne peuvent être annulés qu'à l'aide d'une ruqya (lecture du Coran) tel que le recommandent la sunna et le Coran.
« Nous faisons descendre du Coran, ce qui est une guérison et une miséricorde pour les croyants. Cependant, cela ne fait qu'accroître la perdition des injustes. » (Coran, 17 : 82.)
De nos jours, ces pratiques subsistent encore principalement en raison de rituels antéislamiques qui imprègnent encore certaines croyances.
Il existe des pratiques islamiques d'exorcisme par le biais de la Ruqiya.

## Sorcellerie africaine
Le continent africain connaît un large éventail de pratiques et de représentations de sorcelleries. Le terme de guérisseur, souvent proposé pour traduire différents termes vernaculaires tels qu'inyanga, nganga, tradipraticien, etc., fait souvent l'objet de surinterprétation pour devenir « celui qui soigne en ayant recours à la magie », loin de son sens strict de « celui qui diagnostique et soigne les maux causés par la magie ». Les combinaisons de représentations et de pratiques diffusées par l'Église catholique romaine et des traditions et pratiques religieuses ouest-africaines ont directement contribué à l'émergence de certaines formes de syncrétisme religieux que l'on remarque en Amérique latine ou aux Antilles, avec des pratiques, entre autres, comme le Vaudou, l'Obeah, le Candomblé ou la Santeria.
Dans les traditions sud-africaines, il y a trois types de personnes qui pratiquent la magie. La thakatha est habituellement traduite comme la « sorcière », et est considérée comme un personnage malveillant qui pratique secrètement afin de nuire à autrui. Le sangoma est un devin, parfois un diseur de bonne aventure, dont les services sont requis pour détecter la maladie, prédire l'avenir, voire identifier le coupable d'un méfait. Il a également quelques notions de médecine. Enfin, l'inyanga est souvent traduit par le terme « guérisseur » (bien que de nombreux Sud-Africains remettent en cause cette traduction, puisqu'elle perpétue l'idée erronée d'un guérisseur recourant à la magie). La tâche de l'inyanga est de conjurer le mauvais sort et de fournir à ses clients les gris-gris nécessaires. Parmi ces trois personnages, la thakatha et le sangoma sont habituellement une femme, tandis que l'inyanga est presque toujours un homme.
Dans certaines régions d'Afrique de l'Ouest, la sorcellerie est souvent associée aux pouvoirs de transformation et aux capacités surnaturelles attribuées aux sorciers et sorcières. Ces derniers sont parfois perçus comme ayant la capacité de se métamorphoser en animaux tels que les hyènes, les léopards ou les oiseaux nocturnes, pour agir discrètement ou semer la terreur. Cette association entre sorcellerie et transformation animale reflète des croyances profondément ancrées dans les mythes et les récits locaux, où les frontières entre le monde spirituel et le monde matériel sont perçues comme perméables. Ces représentations jouent un rôle central dans les récits oraux et les cérémonies, permettant de maintenir une mémoire collective et de transmettre des valeurs sociales.

## L'origine des pouvoirs magiques(1929)
Marcel Mauss théorise que le sorcier le plus redouté est l'étranger, celui d'au-delà des montagnes.
« Les peuples soumis par la force, sans espoir raisonnable de reconquérir leur liberté, en proie aux violences coloniales et aux pertes démographiques induites par les épidémies et les endémies introduites, en particulier à partir des garnisons coloniales (blennoragie), cherchent en eux-mêmes une cause à leurs maux et la trouvent dans l'apparition de sorciers imaginaires échappant aux contrôles et aux équilibres de la société ancienne. » (Jean Guiart, 2001ː80.)

## Répression
De nombreux pays, notamment en Afrique et au Moyen-Orient, punissent de nos jours les pratiques de sorcelleries notamment pour certains par la peine de mort.
Par exemple, au Cameroun, l'article 251 du Code Pénal réprime les pratiques de sorcellerie en ces termes :
« Est puni d'un emprisonnement de deux à dix ans et d'une amende de 5 000 à 100 000 francs celui qui se livre à des pratiques de sorcellerie, magie ou divination susceptibles de troubler l'ordre ou la tranquillité publique, ou de porter atteinte aux personnes, aux biens ou à la fortune d'autrui même sous forme de rétribution. »
En 2019, L'Arabie Saoudite a créé une unité anti-sorcellerie pour appliquer les lois contre la sorcellerie qui est un crime passible de la peine de mort.

### Sources primaires
- Jean Bodin, De la démonomanie des sorciers, Paris, Jacques du Puys, 1580, 613 p. (lire en ligne).
- Nicole Jacques-Lefèvre, Histoire de la sorcellerie démoniaque : les grands textes de référence, Paris, Honoré Champion, coll. « Dictionnaires & références » (no 58), 2020, 433 p. (ISBN 978-2-7453-5403-7, présentation en ligne), [présentation en ligne], [présentation en ligne], [présentation en ligne].

#### Ouvrages anciens
- Walter Scott, Histoire de la démonologie et de la sorcellerie, dans les Œuvres de Walter Scott, traduit par Auguste-Jean-Baptiste Defauconpret, Paris : Furne, Charles Gosselin, Perrotin, 1836, vol.25, p. 225–505
- Jules Michelet, La Sorcière, Paris, Louis Hachette, 1862.

#### Études

##### Sur l'Europe
- Colette Arnould (préf. Lucien Jerphagnon), Histoire de la sorcellerie, Paris, Tallandier, coll. « Texto : le goût de l'histoire », 2009 (1re éd. 1992, Tallandier, coll. « Approches »), 494 p. (ISBN 978-2-84734-565-0, présentation en ligne).
- Julio Caro Baroja (trad. Marie-Amélie Sarrailh), Les sorcières et leur monde [« Las brujas y su mundo »], Paris, Gallimard, coll. « Bibliothèque des histoires », 1985 (1re éd. 1972), 304 p. (ISBN 2-07-028201-5, présentation en ligne), [présentation en ligne].
- Guy Bechtel, La sorcière et l'Occident : la destruction de la sorcellerie en Europe des origines aux grands bûchers, Paris, Plon, coll. « Le doigt de dieu », 1997, 732 p. (ISBN 2-259-18603-3, présentation en ligne).
Réédition : Guy Bechtel, La sorcière et l'Occident : la destruction de la sorcellerie en Europe des origines aux grands bûchers, Paris, Pocket, coll. « Agora » (no 218), 2000, 941 p. (ISBN 2-266-09573-0).
- Dominique Camus, Pouvoirs sorciers. Enquête sur les pratiques actuelles de sorcellerie, préface de Louis-Vincent Thomas, Paris, Imago, 288 p.  (ISBN 2-902702-45-0)
- Norman Cohn (trad. Sylvie Laroche et Maurice Angeno), Démonolâtrie et sorcellerie au Moyen Âge : fantasmes et réalités [« Europe's inner demons »], Paris, Payot, coll. « Bibliothèque historique », 1982, 317 p. (présentation en ligne), [présentation en ligne].
- Jean Delumeau, La peur en Occident (XVIe-XVIIIe siècles), Paris, Fayard, coll. « Pluriel », 2011 (1re éd. 1978, Fayard, sous le titre La Peur en Occident (XVIe-XVIIIe siècles) : une cité assiégée), 607 p. (ISBN 978-2-8185-0147-4, présentation en ligne).
- Jeanne Favret-Saada, Les Mots, la mort, les sorts : la sorcellerie dans le bocage, Gallimard, 1977.
- Silvia Federici, Caliban et la sorcière : femmes, corps et accumulation primitive, Genève-Paris/Marseille : Senonevero/Entremonde 2014.  (ISBN 978-2-940426-37-9)
- Carlo Ginzburg (trad. de l'italien par Monique Aymard), Le sabbat des sorcières [« Storia notturna : una decifrazione del sabba »], Paris, Éditions Gallimard, coll. « Bibliothèque des histoires », 1992, 423 p. (ISBN 2-07-072741-6, présentation en ligne).
- Carlo Ginzburg (trad. de l'italien par Giordana Charuty), Les Batailles nocturnes : sorcellerie et rituels agraires en Frioul, (XVIe-XVIIe siècles) [« I Benandanti. Stregoneria e culti agrari tra Cinquecento e Seicento »], Lagrasse, Verdier, 1980, 238 p. (ISBN 2-86432-005-3, présentation en ligne), [présentation en ligne].
Réédition : Carlo Ginzburg (trad. de l'italien par Giordana Charuty), Les Batailles nocturnes : sorcellerie et rituels agraires, (XVIe-XVIIe siècles) [« I Benandanti. Stregoneria e culti agrari tra Cinquecento e Seicento »], Paris, Flammarion, coll. « Champs » (no 135), 1984, 270 p. (ISBN 978-2-08-124477-1).
- Nicole Jacques-Chaquin (dir.) et Maxime Préaud (dir.), Le sabbat des sorciers en Europe (XVe-XVIIIe siècles) : colloque international ENS Fontenay-Saint-Cloud, 4-7 novembre 1992, Grenoble, Jérôme Millon, 1993, 442 p. (ISBN 2-905614-85-4).
- Jelle Koopmans, Le théâtre des exclus au Moyen Âge : hérétiques, sorcières et marginaux, Paris, Imago, 1997, 267 p. (ISBN 2-911416-04-X, présentation en ligne).
- Claude Lecouteux (préf. Régis Boyer), Fées, sorcières et loups-garous au Moyen Âge : histoire du double, Imago, 1996 (1re éd. 1992), 227 p. (ISBN 2-902702-70-1, présentation en ligne)
- Louise-Marie Libert, Les plus terribles affaires de sorcellerie : Essai historique, La Boîte à Pandore, 2017 (lire en ligne)
- Franck Mercier, La vauderie d'Arras : une chasse aux sorcières à l'automne du Moyen Âge, Rennes, Presses universitaires de Rennes, coll. « Histoire », 2006, 413 p. (ISBN 2-7535-0191-2, présentation en ligne), [présentation en ligne].
- Robert Muchembled, La sorcière au village (XVe-XVIIIe siècles), Paris, Éditions Gallimard, coll. « Archives » (no 74), 1979, 240 p. (ISBN 2-07-028631-2, présentation en ligne). Réédition : Robert Muchembled, La sorcière au village (XVe-XVIIIe siècles), Paris, Éditions Gallimard, coll. « Folio Histoire » (no 36), 1991, 310 p. (ISBN 2-07-032652-7, présentation en ligne).
- Margaret Alice Murray, trad. Thérèse Vincent, Le Dieu des sorcières ["the God of the witches"], Paris, Denoël, coll. « La Tour Saint-Jacques », 1957, 254 p.
- Robert Muchembled (dir.), Magie et sorcellerie en Europe : du Moyen âge à nos jours, Paris, Armand Colin, 1994, 335 p. (ISBN 2-200-21399-9).
- Martine Ostorero (dir.), Georg Modestin (dir.) et Kathrin Utz Tremp (dir.), Chasses aux sorcières et démonologie : entre discours et pratiques (XIVe – XVIIe siècles), Florence, SISMEL - Edizioni del Galluzzo, coll. « Micrologus' Library » (no 36), 2010, XXVIII-447 p. (ISBN 978-88-8450-392-3, présentation en ligne).
- Martine Ostorero (préf. Agostino Paravicini Bagliani), Le diable au sabbat : littérature démonologique et sorcellerie, 1440-1460, Florence, SISMEL - Edizioni del Galluzzo, coll. « Micrologus' Library » (no 38), 2011, XVII-806 p. (ISBN 978-88-8450-402-9, présentation en ligne).
- Martine Ostorero, « Folâtrer avec les démons » : sabbat et chasse aux sorciers à Vevey (1448), Lausanne, Université de Lausanne, coll. « Cahiers lausannois d'histoire médiévale » (no 47), 2008, 2e éd. (1re éd. 1995), XV-323 p. (ISBN 978-2-940110-61-2 et 2-940110-61-1, présentation en ligne).
- Christine Planté (dir.), Sorcières et sorcelleries, Lyon, Presses universitaires de Lyon, coll. « Cahiers masculin-féminin », 2002, 139 p. (ISBN 2-7297-0698-4, présentation en ligne).
- Michel Porret, L'ombre du diable. Michée Chauderon, dernière sorcière exécutée à Genève, Genève, Georg (1re. éd 2009), mai 2019, 298 p.  (ISBN 978-28257-1090-6)
- Jean-Michel Sallmann, Les Sorcières fiancées de Satan, Paris, Éditions Gallimard, coll. « Découvertes Gallimard / Culture et société » (no 57), 1989, 192 p. (ISBN 2-07-053077-9, présentation en ligne).
- Robert Léon Wagner, « Sorcier » et « magicien », contribution à l'histoire du vocabulaire de la magie, Paris, E. Droz, 1939, 293 p.
- Maxime Préaud (dir.) et Bibliothèque nationale de France (préf. Étienne Dennery), Les Sorcières (catalogue d'exposition, Paris, 16 janvier-20 avril 1973), 1973 (lire en ligne)

##### Sur les Amériques
- Le vaudou haïtien, Alfred Métraux, Gallmard, 1958.
- Carlos Castaneda (trad. de l'anglais par Marcel Kahn, postface Jean Monod), Voir : Les Enseignements d'un sorcier yaqui [« A Separate Reality : Further Conversations with Don Juan »], Paris, éd. Gallimard, coll. « Témoins », 1973, 264 p., 22 cm (BNF 35302933).

##### Sur l'Afrique
- Sorcellerie, oracles et magie chez les Azandé, Edward E. Evans-Pritchard, Gallimard, 1937.
- Les yeux de ma chèvre, Éric de Rosny, Plon 1981.
- La mangeuse d'âmes. Sorcellerie et famille en Afrique, Suzanne Lallemand, L'Harmattan, 1988.
- Sorcellerie et politique en Afrique. La viande des autres, Peter Geschiere, Karthala, 1995.
- Possession et chamanisme, les maîtres du désordre, Bertrand Hell, Flammarion, 1999.
- Justice et sorcellerie, Éric de Rosny, Karthala, 2005.
- Kinshasa. Récits de la ville invisible, Filip de Boeck, La renaissance du livre, 2005.
- Roi sorcier, mère sorcière. Parenté, politique et sorcellerie en Afrique noire, Alfred Adler, Éditions du Félin, 2006.
- Les voleurs de sexe. Anthropologie d'une rumeur africaine, Julien Bonhomme, Seuil, 2009.
- Zombies et frontières à l'ère néolibérale. Le cas de l'Afrique du Sud post-apartheid, Jean et John L. Comaroff, Les prairies ordinaires, 2010.
- Sorcellerie et violence en Afrique, Jacky Bouju et Bruno Martinelli, Karthala, 2012.

##### Sur l'Asie
- Indonésie, la démocratie invisible, Romain Bertrand, Karthala, 2002.

##### Sur l'Océanie
- Le Sabbat des lucioles. Sorcellerie, chamanisme et imaginaire cannibale en Nouvelle-Guinée, Pierre Lemonnier, Stock, 2006.

#### Études littéraires
- Michel Meurger, « Gravissons le Brocken ensemble : le thème sorcellaire dans la littérature germanophone de Grimmelshausen à Strobl », Le Visage Vert, Paris, Zulma, no 16,‎ juin 2009, p. 139-188.

#### Essais ésotériques
- René Guénon, L'Erreur spirite, Paris, Éditions Traditionnelles, 1952 (réimpr. 1923, 1930, 1952 (2e), 1 novembre 1971, 1973, 1977, 1981, 1984, 1991, 1 juillet 2013) (1re éd. 1923), 406 p. (ISBN 2-7138-0059-5, lire en ligne)
- René Guénon, Aperçus sur l'initiation, Paris, Éditions Études Traditionnelles, 1964 (réimpr. 1953 (2e), 1964, 1970, 1972, 1973, 1975,1980, 1983, 1985, 1986, 1992, 1996) (1re éd. 1946), 302 p. (ISBN 2-7138-0064-1, lire en ligne)